# Glenn Dubin
Glenn Russell Dubin (nascido em 13 de abril de 1957) é o diretor da Dubin & Co. LP, uma empresa de investimento privado que administra um portfólio de negócios operacionais e outros investimentos. Ele também é co-fundador da Highbridge Capital Management, uma empresa de gestão de ativos alternativos com sede em Nova Iorque e membro do conselho fundador da Robin Hood Foundation. Em agosto de 2019, documentos não lacrados revelaram conexões entre Dubin e Jeffrey Epstein, incluindo alegações de envolvimento em seu anel de abuso infantil.

## Primeiros anos
Glenn Russell Dubin nasceu em uma família judia de classe média em Washington Heights, no alto de Manhattan. Ele é o filho mais velho de Harvey e Edith Dubin. Seu pai Harvey (1926-2011), judeu russo, era um motorista de táxi  que mais tarde trabalhou na fabricação de roupas. Sua mãe, Edith Dubin (1928-2019), era uma imigrante judia austríaca que trabalhava como administradora de um hospital; ele tem um irmão, Kenneth.
Dubin frequentou a escola pública no PS 132 de Washington Heights e passou a frequentar a faculdade na Universidade Stony Brook, onde se formou em 1978 com economia. Ele também era membro do time de futebol da escola e do clube de lacrosse. Em 2010, os Dubins doaram 4,3 milhões de dólares para a Universidade Stony Brook para o Centro de Desempenho Atlético da Família Dubin.

## Carreira
Dubin iniciou sua carreira em finanças como corretor de ações de varejo na E. F. Hutton & Co. em 1978. Na E. F. Hutton & Co. Dubin conheceu e trabalhou com Paul Tudor Jones.
Em 1984, Glenn Dubin e seu amigo de infância Henry Swieca co-fundaram a Dubin & Swieca Capital Management. A empresa era uma empresa de fundos de fundos que construía carteiras de fundos de cobertura para vários gestores, guiadas pelos princípios da teoria moderna do portfólio. Em 2005, a empresa foi renomeada como Corbin Capital Partners, já que Dubin e Swieca não estavam mais envolvidas no gerenciamento diário da empresa. O novo nome teria se originado de um cruzamento em Washington Heights, onde os fundadores se conheceram quando tinham cinco anos de idade.
Em 1992, Dubin e Swieca fundaram a Highbridge Capital Management com 35 milhões de dólares em capital, nomeando a empresa institucional de gestão de ativos alternativos após o aqueduto do século XIX que liga Washington Heights ao Bronx. No final de 2004, o JPMorgan Asset Management — uma divisão do JPMorgan Chase — adquiriu uma participação majoritária na Highbridge. O Financial Times informou em 2006 que o JPMorgan pagou a Glenn Dubin "um bilhão de dólares em 2004" por sua participação majoritária na Highbridge Capital Management.
Em julho de 2009, o J.P. Morgan Asset Management concluiu a compra de praticamente todas as ações remanescentes da empresa. Após a compra, Dubin permaneceu o diretor executivo da Highbridge. Em 2011, Dubin estava compartilhando responsabilidades pelo gerenciamento de Highbridge com Todd Builione e Scott Kapnick. Em 2013, Glenn Dubin havia "entregue o controle" de Highbridge a Scott Kapnick, ex-banqueiro do Goldman Sachs, mas continuava trabalhando nos escritórios da empresa em Nova Iorque.
Em 2013, Dubin fundou a empresa de negociação quantitativa Engineers Gate Manager LP. A empresa, juntamente com o escritório da família de Dubin, está sediada na Hudson Yards. Em janeiro de 2020, Dubin anunciou que se aposentaria do setor de fundos de cobertura após quatro décadas para se concentrar em investimentos privados.